# Sonnengeflecht

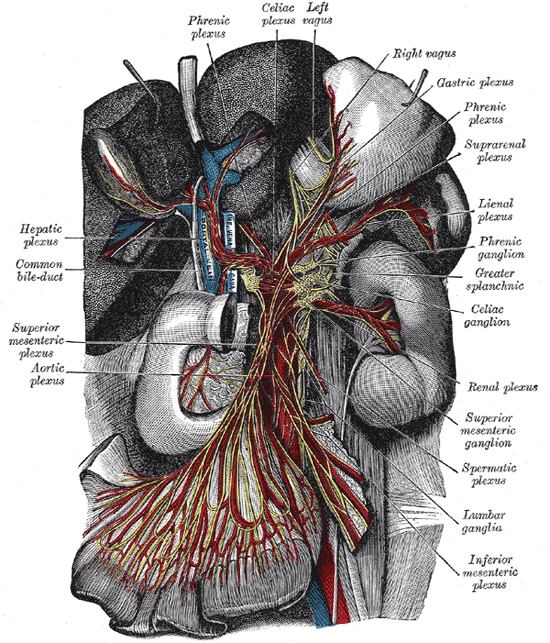
Für diese Darstellung des Sonnengeflechtes (gelb, in der Mitte des Bildes) wurde der Magen vom Zwölffingerdarm (links der Bildmitte) abgetrennt. Der abgetrennte Magen wurde nach rechts oben geklappt. Die Leber wurde abgelöst und mit der anhängenden Gallenblase nach (links-)oben geklappt. Am rechten Bildrand ist die linke Niere abgebildet, am unteren Bildrand der Dünndarm. Rechts oben im Bild ist zwischen Magen und Niere ein Teil der am Magen anliegenden Milz zu sehen.

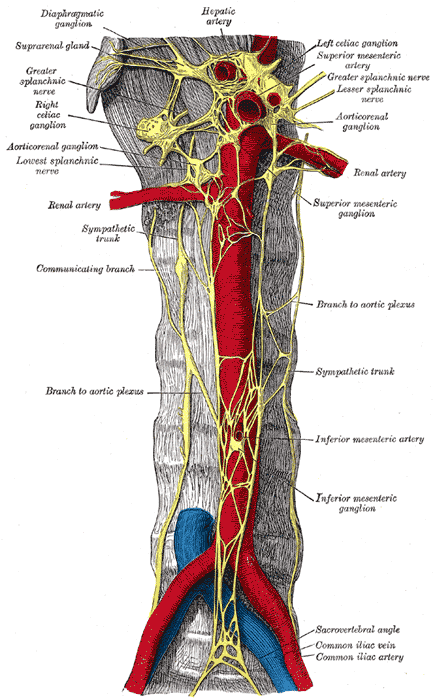
Das Sonnengeflecht (gelb, im oberen Bereich dieser Abbildung) liegt im Oberbauch zwischen der Aorta (rot) und dem Magen, der für diese Darstellung entfernt wurde. Am oberen Rand des Bildes ist hinter dem Sonnengeflecht der lumbale Teil des Zwerchfells zu sehen. Hinter der Aorta sind Teile der Lendenwirbelsäule zu erkennen.

Das Sonnengeflecht (lat. Plexus solaris; engl. solar plexus) ist ein Geflecht aus Fasern und Knoten des vegetativen Nervensystems in der Form eines unregelmäßigen Rings mit Strahlen. Es liegt zwischen Brustbein und Bauchnabel am Übergang von Brust- und Lendenwirbelsäule, in der Tiefe des Oberbauchs zwischen Magen und Hauptschlagader. Hauptbestandteil des Sonnengeflechtes sind zwei Nervenknoten: das Bauchhöhlenganglion und das obere Eingeweideganglion. Die Fasern setzen sich aus sympathischen und parasympathischen Anteilen zusammen. Über das Sonnengeflecht werden diverse Informationen und Steuerungsimpulse zwischen dem Hirnstamm und den Bauchorganen inklusive der Blutgefäße der Bauchhöhle ausgetauscht.

## Zuschreibungen
In älteren Schriften wird das Sonnengeflecht aufgrund seiner Funktion auch als Unterleibsgehirn (lat. Cerebrum abdominale) bezeichnet, dem Empfindungen wie Sympathie und Gemeinschaftsgefühl zugeschrieben werden, sowie der Sitz des dem Unbewussten zugeordneten Teils der Seele. Im tantrischen Hinduismus wird eines der Hauptchakren, das Manipura, aufgrund seiner Verortung knapp oberhalb des Nabels dem Sonnengeflecht zugeordnet.

## Gewalteinwirkung
Ein fester Schlag in die Region des Sonnengeflechts kann zu Schwindel, Übelkeit oder Bewusstlosigkeit, bei Vorerkrankungen in Ausnahmefällen bis zum Reflextod führen. Diese Symptome können zum Teil durch eine starke Reizung der Fasern des Nervus vagus und der Nervi splanchnicus major und minor erklärt werden. Durch die Reizung dieser Nerven kann eine Erweiterung von Gefäßen im Bauchraum erfolgen, wodurch der Blutdruck abfällt. Der dadurch reduzierte Blutrückfluss ins Herz kann bewirken, dass nicht mehr genug Blut zur Versorgung des Gehirns mit Sauerstoff zur Verfügung steht, was den Schwindel oder die Bewusstlosigkeit auslöst. Zum Teil lassen sich die Symptome auch als Folge der mit dem Schlag einhergehenden Kompression der Aorta erklären, wodurch ebenfalls kurzfristige Störungen der Blutdruckregulierung verursacht werden.